# Berkeley (Virginia Occidental)
Berkeley es un área no incorporada ubicada dentro del Distrito Tuscarora, una división civil menor del condado de Berkeley (Virginia Occidental), Estados Unidos. Está catalogada como un asentamiento humano por la Junta de Nombres Geográficos de los Estados Unidos.
El número de identificación (ID) asignado por el Servicio Geológico de Estados Unidos es 1553866.

## Geografía
Se encuentra a una altitud de 147 m s. n. m. (482 pies) según el conjunto de datos de elevación nacional.